# Drosophila bocki
Drosophila bocki är en tvåvingeart som beskrevs av Baimai 1979. Drosophila bocki ingår i släktet Drosophila och familjen daggflugor.
Artens utbredningsområde är Thailand och Taiwan.